# Акира Нишино
Акира Нишино (јап. 西野 朗; Саитама, 7. април 1955) бивши је јапански фудбалер.

## Каријера
Током каријере је играо за Хитачи.

## Репрезентација
За репрезентацију Јапана дебитовао је 1977. године. За тај тим је одиграо 12 утакмица и постигао 1 гол.

## Статистика
| Јапан  | Јапан   | Јапан  |
| Година | Наступи | Голови |
| ------ | ------- | ------ |
| 1977.  | 4       | 0      |
| 1978.  | 8       | 1      |
| Укупно | 12      | 1      |